# Kašov
Kašov es un municipio del distrito de Trebišov en la región de Košice, Eslovaquia, con una población estimada a final del año 2024 de 294 habitantes.
Se encuentra ubicado al este de la región, en la cuenca hidrográfica del río Ondava (afluente del río Bodrog que, a su vez, lo es del Tisza), y cerca de la frontera con la región de Prešov y Hungría.

## Demografía
| Año        | 1994 | 2004     | 2014    | 2024    |
| ---------- | ---- | -------- | ------- | ------- |
| Población  | 354  | 278      | 288     | 294     |
| Diferencia |      | −21,46 % | +3,59 % | +2,08 % |

| Año        | 2023 | 2024    |
| ---------- | ---- | ------- |
| Población  | 288  | 294     |
| Diferencia |      | +2,08 % |